# Anya Chalotra
Anya Chalotra (ur. 1995 w Wolverhampton) – brytyjska aktorka, odtwórczyni roli Yennefer w serialu Netfliksa Wiedźmin.

## Życiorys
Anya Chalotra wychowała się z dwójką rodzeństwa w Lower Penn, angielskiej wiosce w pobliżu Wolverhampton, w hrabstwie West Midlands. Jej ojciec pochodzi z Indii, a matka jest Brytyjką.
Uczyła się aktorstwa w Londynie, w Guildhall School of Music and Drama oraz w prestiżowej London Academy of Music and Dramatic Art. W trakcie studiów i tuż po ich zakończeniu rozwijała karierę teatralną; grała m.in. w sztukach The Village, Wiele hałasu o nic, Kupiec wenecki i adaptacji scenicznej Wielkich nadziei.
Karierę ekranową rozpoczęła od roli w serialu Wanderlust, wyprodukowanym przez BBC One i Netliksa. Następnie zagrała rolę Lily Marbury w The ABC Murders – adaptacji powieści Agathy Christie o detektywie Herkulesie Poirot. Przełom w jej karierze przyniosła rola Yennefer z Vengerbergu w produkcji Netliksa Wiedźmin.
Chalotra ma zagrać m.in. w serialu animowanym Army of the Dead: Lost Vegas, będącym spin-offem filmu Armia umarłych.

## Filmografia
| Rok     | Tytuł                                                       | Rola                | Uwagi              |
| ------- | ----------------------------------------------------------- | ------------------- | ------------------ |
| 2018    | Wanderlust                                                  | Jennifer Ashman     | 5 odcinków         |
| 2018    | The ABC Murders                                             | Lily Marbury        | 3 odc.             |
| 2019    | Sherwood                                                    | Robin Loxley (głos) | 10 odc.            |
| od 2019 | Wiedźmin (The Witcher)                                      | Yennefer            | gł. rola           |
| 2024    | Zmierzch bogów (Twilight of the Gods)                       | Sif (głos)          | 3 odc.             |
| 2024    | Koszmarne Komando (Creature Commandos)                      | Circe (głos)        | 3 odc.             |
| 2025    | Wiedźmin: Syreny z głębin (The Witcher: Sirens of the Deep) | Yennefer (głos)     | film animowany     |
|         | Army of the Dead: Lost Vegas                                | Lucille (głos)      | serial w produkcji |